# Alberto Jiménez Fraud
Alberto Jiménez Fraud (Málaga, 4 de febrero de 1883-Ginebra, 23 de abril de 1964) fue un profesor y pedagogo español, secretario de la Junta para Ampliación de Estudios y primer director de la Residencia de Estudiantes. A raíz de la guerra civil española se exilió en Inglaterra.

## Trayectoria
Fue el tercer hijo del segundo matrimonio del comerciante Enrique Giménez (de Alcalá la Real) con Henriette Fraud (súbdita francesa originaria de Lyon); su padre se escapó de casa a los dieciséis años de edad, porque la familia quería que se hiciese cura. Jiménez Fraud hizo el bachillerato en Málaga y se examinó en la Universidad de Granada.
Licenciado en Derecho, fue a Madrid en 1905 para cursar el doctorado; allí fue discípulo destacado de Francisco Giner de los Ríos, con el que entró en contacto a través de Domingo de Orueta. Pronto, en 1906, fundó una revista intelectual y literaria con la ayuda de algunos amigos como Miguel de Unamuno y José Moreno Villa. 
Años más tarde, llegó a ser el secretario de la Junta para Ampliación de Estudios, creada en 1907 y dirigida por Ramón y Cajal. Desde 1907, viajó varias veces a Inglaterra para conocer de cerca el espíritu y la administración de sus «colleges». Allí fue donde conoció a Moreno Villa.
Fue invitado a dirigir en 1910 la primera Residencia de Estudiantes, inaugurada el 1 de octubre de ese año. Se instaló en la calle Fortuny, n.º 14, y al principio tenía tan solo 15 alumnos. Entre los primeros residentes había escritores, un psiquiatra, un cardiólogo y un arquitecto. El "Colegio de los Quince", como lo llamaban al principio, tenía la siguiente misión:

Lo angustiosamente apremiante era formar una clase directora consciente, leal e informada. Esta labor respondía plenamente a mi vocación, y me entregué por entero a ella.
Fraud

En 1912, la Residencia se trasladó al n.º 10 y ya tenía 50 plazas; en 1913 se extendió más y el edificio ocupaba los nª 8-14 de esa calle, construyendo en el jardín común nuevos pabellones. Fue la gran obra de su vida, y que tanta importancia había de tener en la española.
En 1914 inició una colección de libros baratos (la serie Granada), que duró hasta 1936, que publicaba tanto a Descartes como a Nerval o Washington Irving. Su matrimonio el 4 de agosto de 1917 con Natalia Cossío, nacida en 1894, selló su relación con la Institución Libre de Enseñanza.

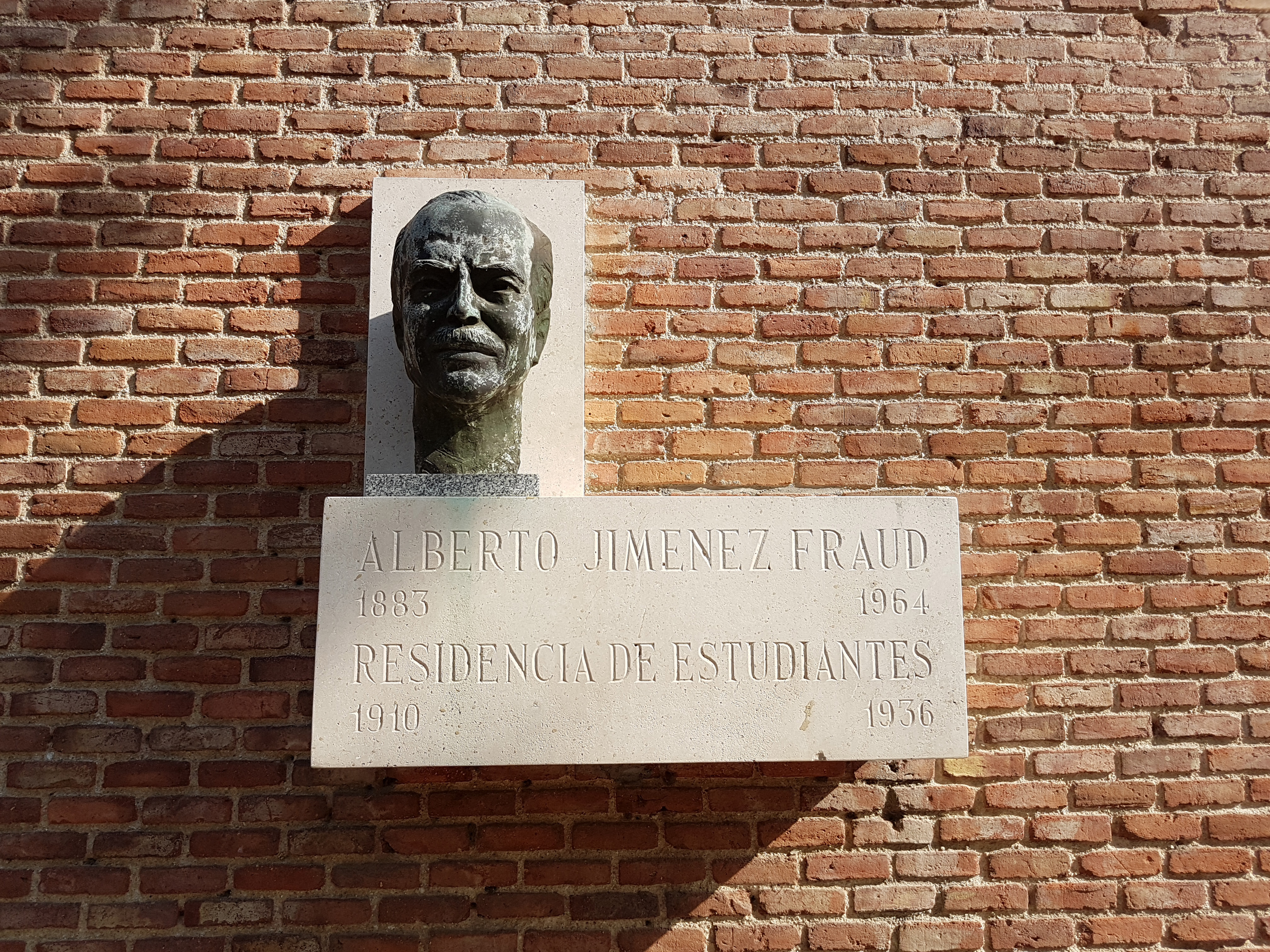
Busto de Alberto Jiménez Fraud en Madrid

Con la expansión del interés público y su ayuda financiera, se fundó la segunda Residencia que fue bautizada por Juan Ramón Jiménez como "la Colina de los Chopos" en 1915; estuvo en la calle Pinar, 21, hasta su desaparición como tal tras la Guerra Civil. Tanto a la Residencia como al poeta, Jiménez Fraud les dedica una buena parte de sus Libros de Madrid, volumen que permaneció inédito hasta 2001. Por su parte, Juan Ramón Jiménez dedicó un capítulo de Españoles de tres mundos a Jiménez Fraud.
Estudiantes de la Residencia durante esos años fueron José Moreno Villa, Federico García Lorca, Luis Buñuel y Salvador Dalí, entre los más conocidos, además de visitantes habituales como Unamuno. Proyectos paralelos y coetáneos fueron el Instituto Escuela y el Comité Hispano-Inglés, dos fundaciones que extendían los recursos al público dando así mayor prestigio a la Residencia. 
Tras el golpe militar de Primo de Rivera en 1923, surgieron problemas políticos con la Residencia, tales como visitas de inspección inesperadas y acusaciones de que los residentes eran radicales. A pesar de estas dificultades, la Residencia sobrevivió y además aumentó a unos 500 socios.

Al estallar la guerra civil española, Jiménez Fraud consiguió inmunidad diplomática para la Residencia, que se convirtió en Hospital de Carabineros, dirigido por Luis Calandre, uno de los primeros residentes. En 1936, Fraud salió para Francia, instalándose más tarde en Inglaterra donde ejerció la docencia en Cambridge y Oxford. 

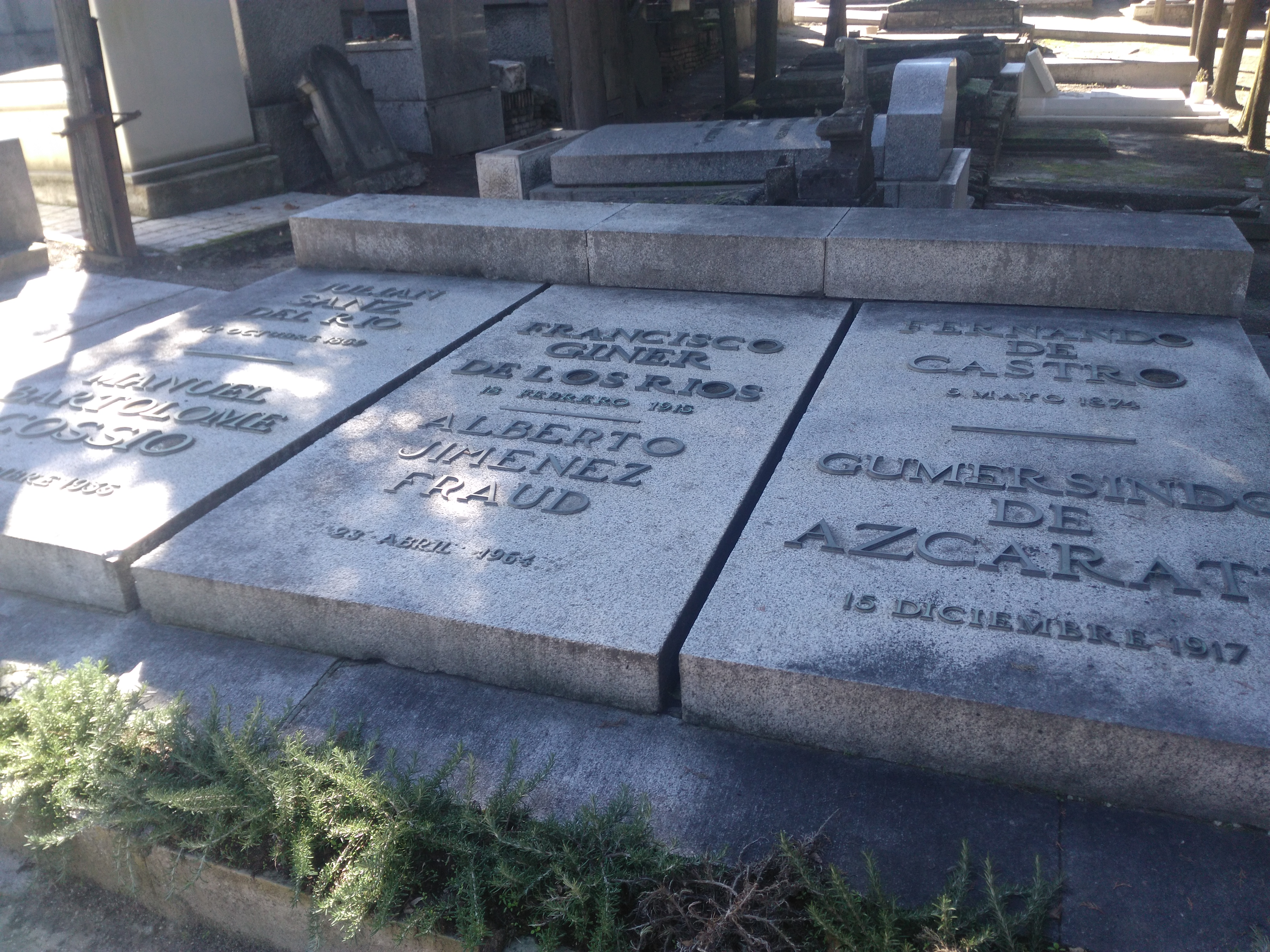
La tumba de Alberto Jiménez Fraud en el Cementerio civil de Madrid junto a otros miembros de la Institución Libre de Enseñanza

Cuando terminó la Guerra Civil en 1939, se disolvió la Residencia y Jiménez Fraud se exilió en Oxford. En 1963, ya jubilado, volvió a Madrid por poco tiempo para desplazarse a Ginebra como traductor de la ONU. Allí moriría el 23 de abril de 1964.

## Recuperación del legado de Jiménez Fraud
Olvidado y vetado durante años, en 1971 se volvió a imprimir su Historia de la universidad española (censurando su segundo apellido, de modo que el autor del libro era sólo Alberto Jiménez). Agrupa ese volumen La ciudad del estudio, Selección y reforma y Ocaso y restauración.
Tras el final de la dictadura se publicó, en 1983, un número extraordinario de la revista ilustrada de información Poesía, n.º 18-19, referencia valiosa para seguir la labor de Alberto Jiménez Fraud en la Institución Libre de Enseñanza y en la Residencia de Estudiantes. Ésta, reabierta en 1986 ha vuelto a revitalizarse, y fue declarada en 2007 Patrimonio europeo. 
Poco a poco se han reimpreso otros libros de Jiménez Fraud. En 2006 se publicó el núcleo de su obra a través de la Fundación Jiménez Cossío, dirigida por su mujer Natalia, hija de Manuel Bartolomé Cossío. 

## Obra
- Juan Valera y la Generación de 1898. Ed. actual: Fundación Jiménez Cossío, 2006 ISBN 978-84-611-1189-3
- La ciudad del estudio (1944). Ed. actual: Fundación Jiménez Cossío (2006) ISBN 978-84-611-1187-9
- Selección y reforma (1944). Ed. actual: Fundación Jiménez Cossío, 2006 ISBN 978-84-611-1188-6
- Ocaso y restauración (1948). Ed. actual: Fundación Jiménez Cossío, 2006 ISBN 978-84-611-1186-2
- Historia de la universidad española, Alianza, 1971 ISBN 978-84-206-1335-2, contiene estos tres libros.
- Residentes. Semblanzas y recuerdos, Madrid, Alianza, 1989 ISBN 978-84-206-3238-4
- Visita a Maquiavelo, libro inédito, originado por un viaje a Italia con su mujer e hijo en 1959; Fundación Jiménez Cossío, 2006 ISBN 978-84-611-1185-5
- Jardinillos’’ Ministerio de Cultura. Publicaciones, ISBN 978-84-7483-335-5